# Franck Xavier Tadjuka Fontsop
Franck Xavier Tadjuka Fontsop est judoka et samboïste camerounais. Il est médaillé d'or aux Championnats d'Afrique de sambo 2024.

## Biographie
Franck Xavier Tadjuka Fontsop voit le jour le 7 septembre 1992,.

### Parcours de judoka
En tant que judoka, il évolue dans la catégorie poids mi-moyen 81 kg hommes. Il se classe au 5ème rang trois années de suite lors du tournoi intercontinental de judo,Yaoundé African Open. D'abord en 2017 du 25 au 26 novembre. Ensuite en 2018 du 24 au 25 novembre. Et enfin, en 2019 du 9 au 10 novembre. Il remporte 45,5% de ses combats durant ces trois années soit 6 combats sur 11. Il est membre de Talitha Kum Judo Club.

### Champion d'Afrique de sambo hommes
En tant que samboïste, en 2024, il prend part à la 18ème édition des Championnats d'Afrique de sambo se déroulant du 1er au 3 juin au Caire, en Égypte. Il évolue dans la catégorie des 88 kg sambo hommes. Il remporte la médaille d'or face à Walid Ziane du Maroc,.
Toujours lors des Championnats d'Afrique de sambo 2024, lors de la compétition en sambo de plage hommes, il est une fois de plus sur le podium. Cette fois-ci, il s'arroge la deuxième place toujours face au Marocain Walid Ziane qui décroche l'or.
Il est médaillé d'argent dans la catégorie des moins de 88 kg ainsi que médaillé d'or en sambo de plage en moins de 88 kg aux Championnats d'Afrique de sambo 2025 à Conakry,.